# Ponto Aglen

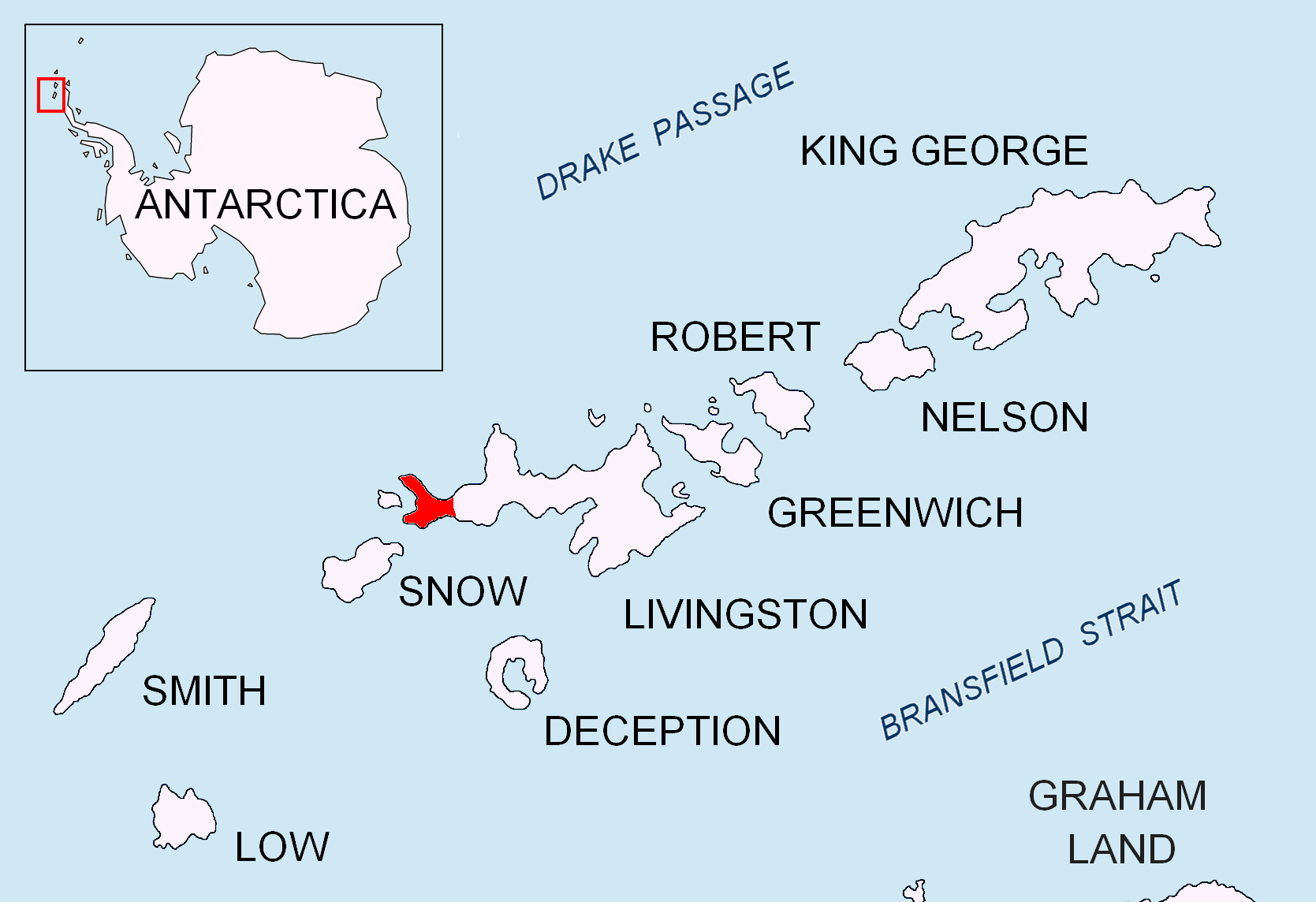
Localização da Península de Byers na ilha de Livingston, nas ilhas Shetland do Sul

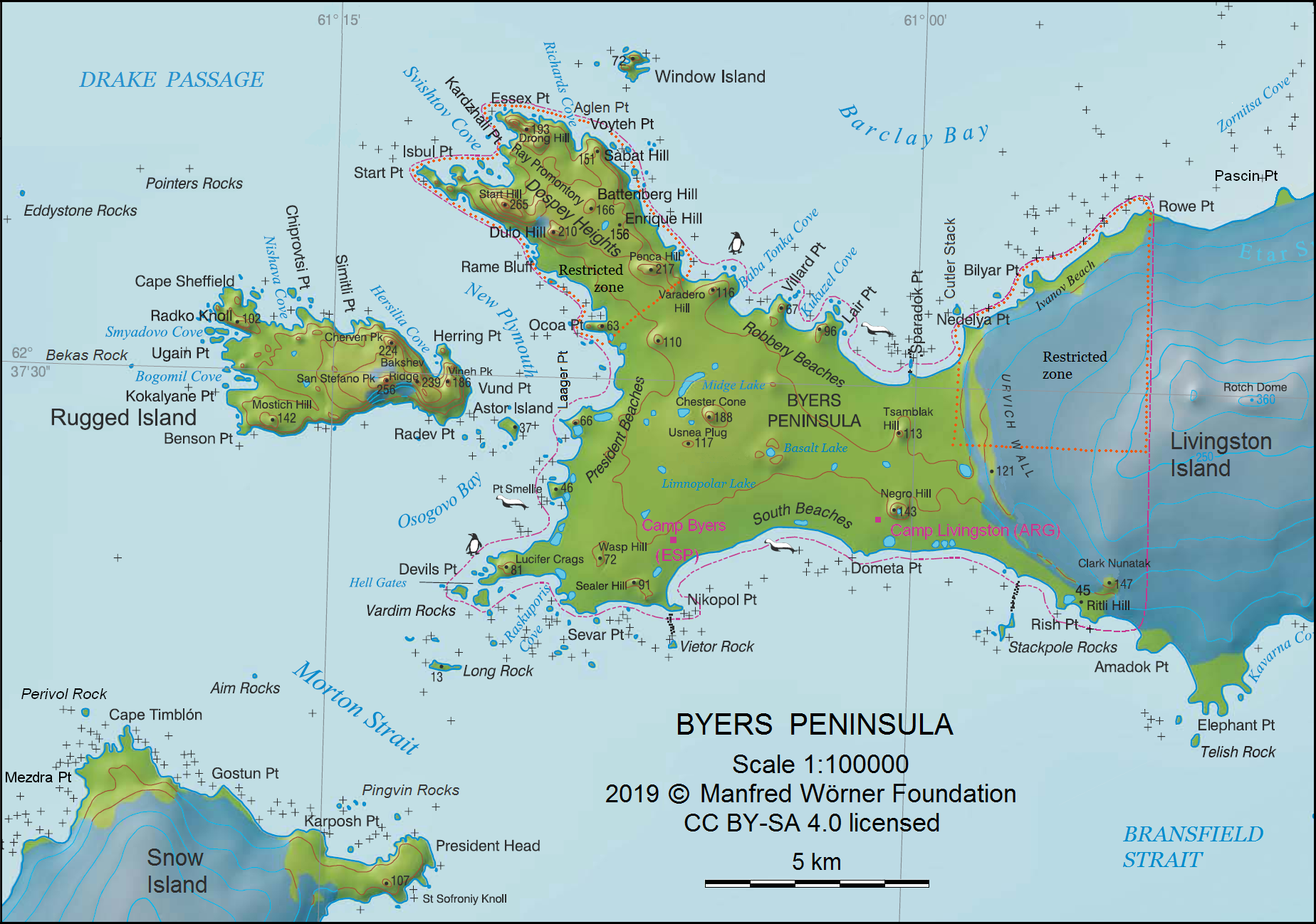
Mapa da Península de Byers com a Área Especialmente Protegida da Antártica ASPA 126 e suas duas zonas restritas

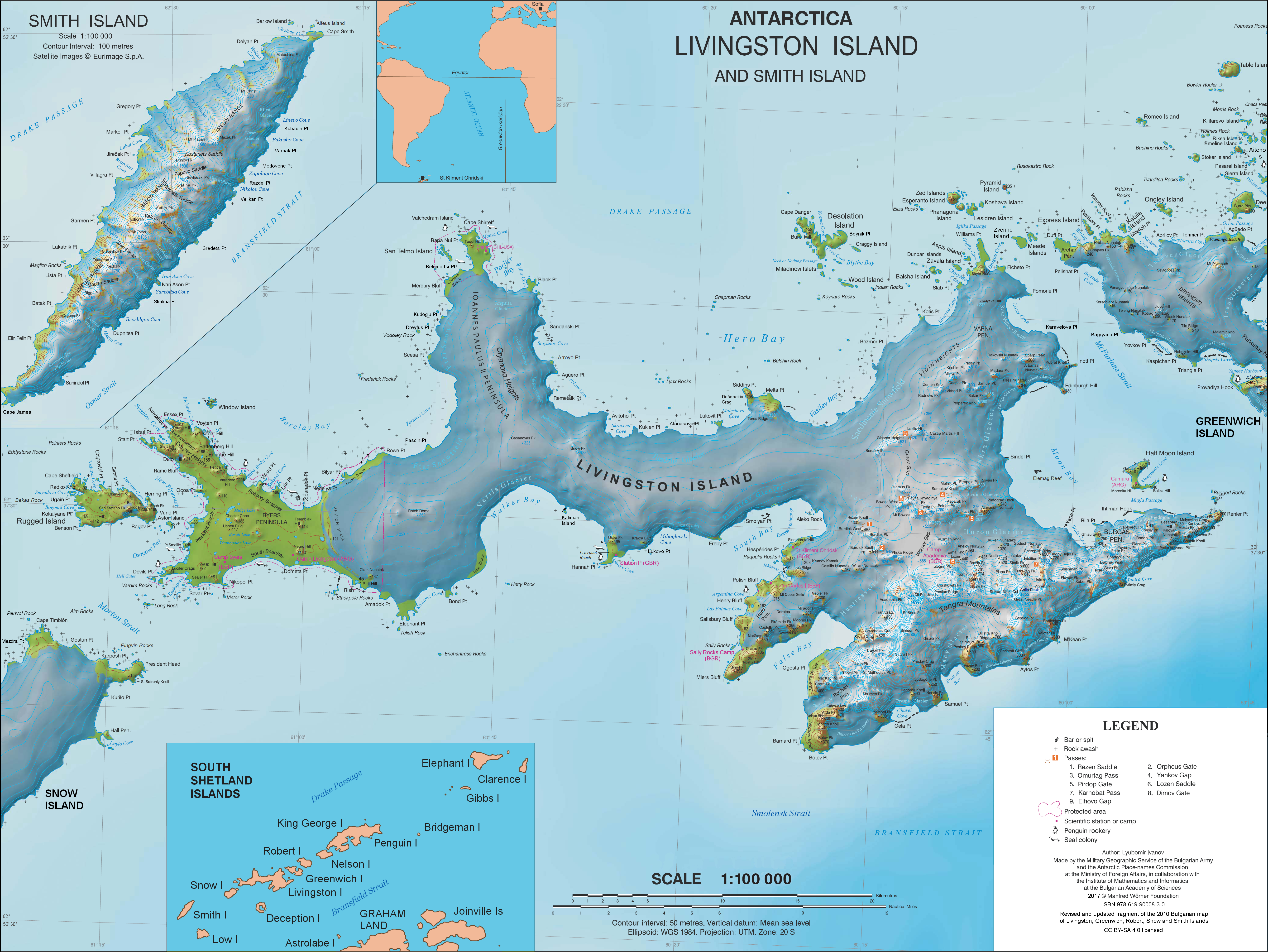
Mapa topográfico da ilha Livingston e Smith.

Ponto Aglen ( em búlgaro:  нос Ъглен) é um ponto rochoso que forma o lado oeste da entrada da Cova de Richards , na costa norte do Ray Promontory, na parte noroeste da Península de Byers, na ilha de Livingers, na ilha de Livingston, nas ilhas Shetland do Sul, na Antártica . Situado 470 m a oeste de Voyteh Point e 1,6   km a leste do Ponto Essex . A área foi visitada por caçadores do século XIX .
O recurso faz parte da Área Antártica Especialmente Protegida ASPA 126 Byers Peninsula, situada em uma de suas zonas restritas.
O ponto é nomeado após o assentamento de Aglen no norte da Bulgária .

## Localização
Aglen Point está localizado no 62° 34′ 41″ S, 61° 09′ 14″ O   . Mapeamento britânico em 1968, espanhol em 1993 e búlgaro em 2005 e 2009.

## Mapas
- Península Byers, Ilha Livingston. Mapa topográfico em escala 1: 25000. Madri: Serviço Geográfico do Exército, 1992.
- LL Ivanov. Antártica: Ilhas Livingston e Greenwich, Robert, Snow e Smith. Escala 1: 120000 mapa topográfico. Troyan: Fundação Manfred Wörner, 2009. ISBN 978-954-92032-6-4
- Banco de dados digital antártico (ADD). Escala 1: 250000 mapa topográfico da Antártica. Comitê Científico de Pesquisa Antártica (SCAR). Desde 1993, regularmente atualizado e atualizado.
- LL Ivanov. Antártica: Livingston Island e Smith Island . Escala 1: 100000 mapa topográfico. Fundação Manfred Wörner, 2017. ISBN 978-619-90008-3-0 ISBN   978-619-90008-3-0